# Daniel Melnick
Daniel Melnick (* 21. April 1932 in New York City, New York; † 13. Oktober 2009 in Los Angeles, Kalifornien) war ein US-amerikanischer Film- und Theaterproduzent.

## Leben
Melnick studierte an Fiorello H. LaGuardia High School of Music & Art and Performing Arts und der New York University, danach absolvierte er seinen Wehrdienst bei der United States Army. Im Anschluss daran zog er nach Hollywood und wurde 1954 im Alter von 20 Jahren als Produzent bei CBS angestellt, wechselte jedoch bald darauf zu ABC. Unter anderem betreute er dort die Fernsehserien Familie Feuerstein und Auf der Flucht. Später machte er sich als Produzent selbstständig und produzierte Fernsehspiele. Für eine Adaption von Arthur Millers Tod eines Handlungsreisenden mit Lee J. Cobb in der Titelrolle wurde er 1967 mit dem Emmy-Award ausgezeichnet.
Nachdem er 1971 mit Wer Gewalt sät einen ersten Spielfilm produziert hatte, wechselte Melnick im darauf folgenden Jahr zu MGM, wo er ab 1974 für drei Jahre Produktionschef war. 1978 wurde er von Columbia Pictures als Geschäftsführer engagiert, wo er unter anderem die Produktion von Kramer gegen Kramer und Das China-Syndrom überwachte. Nach Meinungsverschiedenheiten über Filmfinanzierungen wechselte er zu 20th Century Fox.
Neben seiner Tätigkeit als Leiter verschiedener Filmstudios produzierte er Spielfilme wie Footloose und L.A. Story. Er war auch als Theaterproduzent am Broadway tätig und leitete zwischen 1978 und 1979 das Playhouse Theatre in New York.
Melnick starb an einem Krebsleiden. Er war geschieden und hatte zwei Kinder, wovon einer der Komponist Peter Rodgers Melnick ist.

## Filmografie (Auswahl)
- 1966: Noon Wine (Fernsehfilm)
- 1971: Wer Gewalt sät (Straw Dogs)
- 1974: Das gibt’s nie wieder (That’s Entertainment!)
- 1979: Hinter dem Rampenlicht (All That Jazz)
- 1980: Der Höllentrip (Altered States)
- 1980: Ene Mene Mu und Präsident bist du (First Family)
- 1984: Footloose
- 1988: Punchline – Der Knalleffekt (Punchline)
- 1987: Roxanne
- 1990: Air America
- 1990: Land der schwarzen Sonne (Mountains of the Moon)
- 1991: L.A. Story
- 1999: Der Diamanten-Cop (Blue Streak)
- 1999: Universal Soldier – Die Rückkehr (Universal Soldier – The Return)

## Broadway (Auswahl)
- 1965: All in Good Time
- 1965: Kelly
- 1967: Brief Lives
- 1978: The Playboy of the Weekend World
- 1978: St. Mark's Gospel

## Auszeichnungen
- 1967: Emmy-Award für Death of a Salesman